# 日産サティオ福山
株式会社日産サティオ福山（にっさんサティオふくやま）とは、広島県福山市に本社のある、日産自動車のディーラーである。

## 概要
広島県のうち、福山ナンバーの地域で、日産自動車の新車販売・各メーカーの中古車販売・自動車の整備及び損害保険の代理店を展開している。

## 沿革
- 1966年（昭和41年）3月25日 日産サニー福山販売を設立。
- 1999年（平成11年）10月1日 日産サティオ福山に改称。
- 2008年（平成20年）1月1日 日産プリンス福山販売を合併。

## 事業所
- 本社・福山明神店（日産・ハイパフォーマンスセンター認定）
  - 広島県福山市明神町一丁目9番48号
- 福山曙店
  - 広島県福山市曙町六丁目6番28号
- カーパレス福山曙
  - 広島県福山市曙町六丁目6番28号
- 福山佐波店
  - 広島県福山市佐波町208番地1
- カーパレス福山西
  - 広島県福山市佐波町258番地1
- 府中店
  - 広島県府中市中須町61番地1
- 尾道高須店
  - 広島県尾道市高須町1374番地
- 三原皆実店
  - 広島県三原市皆実六丁目10番1号

## 関連会社
- 日産プリンス広島販売

### 広島県内の他日産車販売店
- 広島日産自動車（ブルーステージ店、旧日産店、旧モーター店）：広交グループ
- 福山日産自動車（ブルーステージ店、旧日産店、旧モーター店）：広交グループ
- 日産プリンス広島販売（レッドステージ店、旧サティオ店←サニー店、旧プリンス店）